# Малыхин, Анатолий Сергеевич
Анато́лий Серге́евич Малы́хин (род. 11 января 1988, Кемерово) — российский спортсмен, борец вольного стиля и боец ММА, бронзовый призёр чемпионата России по вольной борьбе 2013 года в категории до 120 кг. После этого продолжил карьеру как боец смешанного стиля в тяжёлом весе. Осенью 2017 года стал чемпионом мира среди любителей. По состоянию на март 2024 года одержал победу в 14 боях — все досрочно, 9 ноября 2024 года уступил Умару Кане раздельным решением судей. Известен выступлениями на турнирах Fight Nights и GTC. Чемпион организации ONE в среднем, полутяжёлом весе. Первый в истории чемпион мира в трёх весовых категориях.

## Биография
Анатолий Малыхин родился 11 января 1988 года в городе Кемерово. Далее переехал на постоянное жительство в Москву. С 10 лет начал заниматься вольной борьбой.

### Любительская карьера
Анатолий Малыхин становился призёром России по юношам и по молодёжи. Взял бронзовую медаль на чемпионате страны. А в 2016 году Анатолий стал чемпионом Европы по грепплингу. Чемпион мира (СБЕ) по ММА 2017 в весовой категории свыше 93 кг.

### Профессиональная карьера
Дебютировал в смешанных единоборствах на профессиональном уровне в ноябре 2017 года, на турнире организации GTC (Golden Team Championship), где принял бой от иранского спортсмена Реза Тораби, который стал для Анатолия первой профессиональной победой. Продолжил выступать в промоушене GTC, где одержал победу над польским бойцом Михалом Влазло. Свой третий бой провёл на объединённом турнире Fight Nights Global и GTC против известного бойца из России Магомедбага Агаева, где забрал победу в первом раунде. Анатолий Малыхин представляет бойцовский клуб "Рать".
11 февраля 2022 года завоевал временный титул чемпиона ONE Championship, нокаутировав Кирилла Грищенко во втором раунде.
3 декабря 2022 года нокаутировал в первом раунде Ренье де Риддера, завоевав титул чемпиона ONE Championship в полутяжёлом весе.

## Достижения и титулы

### Смешанные единоборства
- ONE Championship
  - Чемпион в полутяжёлом весе (3 декабря 2022 года)
  - Временный чемпион в тяжёлом весе (11 февраля 2022 года)
  - Чемпион в тяжёлом весе (23 июня 2023 года)
- Чемпионат мира по ММА (Астана, 2017) —
- Чемпионат России по ММА (Ростов-на-Дону, 2017) —

## Статистика в профессиональном ММА
| Боёв 15  | Побед 14 | Поражений 1 |
| -------- | -------- | ----------- |
| Нокаутом | 10       | 0           |
| Сдачей   | 4        | 0           |
| Решением | 0        | 1           |

| Результат | Рекорд | Соперник         | Способ                                        | Турнир                                                | Дата             | Раунд | Время | Место                               | Примечание                                           |
| --------- | ------ | ---------------- | --------------------------------------------- | ----------------------------------------------------- | ---------------- | ----- | ----- | ----------------------------------- | ---------------------------------------------------- |
| Поражение | 14-1   | Умар Кане        | Раздельное решение                            | ONE 169: Малыхин vs Кане                              | 8 ноября 2024    | 5     | 5:00  | Бангкок (Таиланд)                   | Утратил титул чемпиона ONE в тяжёлом весе            |
| Победа    | 14-0   | Ренье де Риддер  | Технический нокаут (отказ от продолжения боя) | ONE 166: де Риддер vs. Малыхин 2                      | 1 марта 2024     | 3     | 1:16  | Доха (Катар)                        | Завоевал титул чемпиона ONE в среднем весе           |
| Победа    | 13-0   | Арджан Буллар    | Технический нокаут (удары)                    | ONE Friday Fights 22: Буллар vs. Малыхин              | 23 июня 2023     | 3     | 2:42  | Бангкок (Таиланд)                   | Объединил пояса чемпиона ONE в тяжёлом весе          |
| Победа    | 12-0   | Ренье де Риддер  | Нокаут (удары)                                | ONE Fight Night 5: де Риддер vs. Малыхин              | 3 декабря 2022   | 1     | 4:35  | Манила (Филиппины)                  | Завоевал пояс чемпиона ONE в полутяжёлом весе        |
| Победа    | 11-0   | Кирилл Грищенко  | Нокаут (удар)                                 | ONE: Bad Blood                                        | 11 февраля 2022  | 2     | 3:42  | Калланг (Сингапур)                  | Завоевал пояс временного чемпиона ONE в тяжёлом весе |
| Победа    | 10-0   | Амир Алиакбари   | Нокаут (удары)                                | ONE: Revolution                                       | 24 сентября 2021 | 1     | 2:57  | Калланг (Сингапур)                  |                                                      |
| Победа    | 9-0    | Алешандре Машаду | Технический нокаут (сдача от ударов)          | ONE: Fists of Fury 2                                  | 5 марта 2021     | 1     | 3:28  | Калланг (Сингапур)                  | Дебют в ONE                                          |
| Победа    | 8-0    | Лукас Альсина    | Технический нокаут (удары)                    | Golden Team Championship 7                            | 30 октября 2019  | 1     | 3:34  | Москва (Россия)                     |                                                      |
| Победа    | 7-0    | Алексей Кудин    | Технический нокаут (удары)                    | Fight Nights Global 93: Кубок Арены Мытищи            | 25 апреля 2019   | 2     | 3:33  | Мытищи (Московская область, Россия) |                                                      |
| Победа    | 6-0    | Джейк Хьюн       | Болевой приём (узел плеча)                    | Absolute Siberian Championship 1                      | 4 марта 2019     | 1     | 1:45  | Кемерово (Россия)                   |                                                      |
| Победа    | 5-0    | Магомедбаг Агаев | Болевой приём (узел плеча)                    | Fight Nights Global 91: Копылов vs. Эномото           | 27 декабря 2018  | 1     | 1:22  | Москва (Россия)                     |                                                      |
| Победа    | 4-0    | Михал Влазло     | Удушающий приём (сзади)                       | Golden Team Championship 3                            | 10 марта 2018    | 1     | 3:35  | Москва (Россия)                     |                                                      |
| Победа    | 3-0    | Реза Тораби      | Технический нокаут (удары)                    | Golden Team Championship 1                            | 11 марта 2017    | 1     | 2:26  | Москва (Россия)                     |                                                      |
| Победа    | 2-0    | Мурат Килиметов  | Удушающий приём (ручной треугольник)          | Fitness Life Балаково — Битва на Волжском рубеже 2016 | 17 декабря 2016  | 1     | 3:10  | Саратов (Россия)                    |                                                      |
| Победа    | 1-0    | Илья Гуненко     | Технический нокаут (удары)                    | SK Pro Grand Prix MMA Quarterfinals                   | 17 сентября 2016 | 1     | 2:21  | Томск (Россия)                      |                                                      |

## Статистика в любительском ММА
| Результат | Рекорд | Соперник           | Способ                          | Турнир                                          | Дата           | Раунд | Время | Место                                     | Примечание                          |
| --------- | ------ | ------------------ | ------------------------------- | ----------------------------------------------- | -------------- | ----- | ----- | ----------------------------------------- | ----------------------------------- |
| Победа    | 4-0    | Азамат Баходурзода | Техническим нокаутом (удары)    | WMMAA 5th World MMA Championships 2017 — Finals | 7 октября 2017 | 1     | 2:11  | Казахстан, Астана (Daulet Arena)          | Финал Чемпионата мира по ММА 2017   |
| Победа    | 3-0    | Атанасиос Баркас   | Сабмишном (удушение сзади)      | WMMAA — 5th World MMA Championships 2017        | 6 октября 2017 | 2     | 1:03  | Казахстан, Астана (Daulet Arena)          | Чемпионат мира по ММА 2017          |
| Победа    | 2-0    | Освальдо Гил       | Сабмишном (удушение гильотиной) | WMMAA 5th World MMA Championships 2017, Day 1   | 6 октября 2017 | 1     | 0:35  | Казахстан, Астана (Daulet Arena)          | Чемпионат мира по ММА 2017          |
| Победа    | 1-0    | Салимгерей Расулов | Техническим нокаутом            | Russian MMA Union Championship Final            | 11 мая 2017    | 2     | 4:50  | Россия, Ростов-на-Дону (Palace of Sports) | Финал Чемпионата России по ММА 2017 |

## Фильмография
• В 2017 году Малыхин сыграл эпизодическую роль, в качестве рефери по боям без правил, в 5-м сезоне российского сериала «Молодёжка».